# Роберт Горвіц
Роберт Горвіц (англ. H. Robert Horvitz; нар. 8 травня 1947 року, Чикаго, США) — американський біолог, лауреат Нобелівської премії в області медицини та фізіології 2002 року; лауреат Премії Грубера з генетики (2002). Професор біології в Массачусетському технологічному інституті. До основного наукового внеску Горвіца належить дослідження хробака-нематоди Caenorhabditis elegans , в ході яких були відкриті гени-регулятори апоптозу.

## Біографія
Роберт Горвіц народився 8 травня 1947 року в Чикаго. Його сім'я мала розгалужене єврейське коріння. Дід по батькові Самуїл Горвіц (Соломон бен Михайло Гуревич) — виходець із заможної єврейської родини з поселення в Російській імперії— Щедрин (нині Білорусь). Бабуся по батькові Циля Горвіц (до шлюбу Циля Болотіна) іммігрувала в США на початку XX-го століття з Новгород-Сіверського (Україна), уникаючи переслідувань імперської влади за революційну діяльність. Обидва батьки матері Горвіца також були єврейськими іммігрантами: Давид Савіт (Давид Савицький) був родом з Остера (нині Україна) і іммігрував до США у 1904 році, Роуз Блайвайс Савіт іммігрувала в 1902 році із польського міста Дембиця (тоді Австро-Угорська імперія).
Горвіц закінчив Гарвардський університет в 1972 році і там же захистив дисертацію доктора філософії у 1974 році. З того часу і досьогодні працює в Массачусетському технологічному інституті.

## Визнання
- 1986: Spencer Award in Neurobiology, Колумбійський університет[8]
- 1986: Warren Triennial Prize, Массачусетська лікарня загального профілю в Бостоні[en][8]
- 1988: U.S. Steel Foundation Award — Премія НАН США у галузі молекулярної біології[en][8]
- 1991: член Національної академії наук США
- 1993: V.D. Mattia Award, Roche Institute of Molecular Biology[en]
- 1994: член Американської академії мистецтв і наук
- 1994: Hans Sigrist Award, Бернський університет[8]
- 1995: Charles A. Dana Award[8]
- 1996: Ciba-Drew Award[en]
- 1997: Премія Розенстіла[en] (разом з Джоном Салстоном)
- 1998: Премія Альфреда П. Слоуна-молодшого
- 1998: Passano Award[de]
- 1999: Міжнародна премія Гайрднера
- 2000: Премія Пауля Ерліха та Людвига Дармштедтера[de]
- 2000: Премія фонду «March of Dimes» з біології розвитку[en][9]
- 2000: Grand Prix Charles-Leopold Mayer[en]
- 2000: Премія Луїзи Ґросс Горвіц
- 2001: Bristol-Myers Squibb Award[en]
- 2001: Медаль Товариства генетики Америки[en]
- 2002: Премія Грубера з генетики[en][10]
- 2002: Премія Вайлі[en] (разом з Стенлі Дж. Корсмейер[en])
- 2002: Нобелівська премія з фізіології або медицини (спільно з Джон Салстон і Сідней Бреннером), За відкриття в області генетичного регулювання розвитку органів і механізмів апоптозу
- 2003: Член Національної медичної академії[en]
- 2007: Медаль Менделя від британського Товариства генетиків[en][11]
- 2009: дійсний член Лондонського королівського товариства

## Праці
Роберт Хорвіц має понад 255 публікацій, їх було процитовано понад 49000 раз і має H-індекс 108
- Sulston, J.E.; Horvitz, H.R. (March 1977). Post-embryonic cell lineages of the nematode, Caenorhabditis elegans. Developmental Biology. 56 (1): 110—156. doi:10.1016/0012-1606(77)90158-0. PMID 838129.
- Ellis, Hillary M.; Horvitz, H. Robert (28 березня 1986). Genetic control of programmed cell death in the nematode C. elegans. Cell. 44 (6): 817—829. doi:10.1016/0092-8674(86)90004-8. PMID 3955651.
- Ellis, R E; Yuan, J; Horvitz, H R (November 1991). Mechanisms and Functions of Cell Death. Annual Review of Cell Biology. 7 (1): 663—698. doi:10.1146/annurev.cb.07.110191.003311. PMID 1809356.
- Yuan, J; Shaham, S; Ledoux, S; Ellis, HM; Horvitz, HR (19 листопада 1993). The C. elegans cell death gene ced-3 encodes a protein similar to mammalian interleukin-1 beta-converting enzyme. Cell. 75 (4): 641—52. doi:10.1016/0092-8674(93)90485-9. PMID 8242740.
- Hengartner, MO; Horvitz, HR (25 лютого 1994). C. elegans cell survival gene ced-9 encodes a functional homolog of the mammalian proto-oncogene bcl-2. Cell. 76 (4): 665—76. doi:10.1016/0092-8674(94)90506-1. PMID 7907274.